# Andrzej Kudelski (dziennikarz)
Andrzej Kudelski, ps. Andrzej Jerzyński, Andrzej Lach (ur. 2 lutego 1931 w Warszawie, zm. 12 lutego 1980 tamże) – polski reporter radiowy, autor tekstów piosenek.

## Życiorys
Współpracę z Polskim Radio rozpoczął około 1955 reportażami dot. wydarzeń kulturalnych, zwłaszcza muzycznych. Wraz z Jerzym Janickim, Witoldem Zadrowskim i Andrzejem Zdanowskim od 1958 współtworzył radiowy magazyn kulturalny „Parnasik”. Ponadto był autorem i współtwórcą szeregu audycji radiowych i telewizyjnych oraz autorem libretta musicalu Podróż do wnętrza poduszki (współautor Jerzy Bekker, muzyka Jacek Szczygieł).
Pisał teksty piosenek, m.in. dla Edwarda Hulewicza, Anny Jantar, Danuty Rinn, Ireny Santor, Liliany Urbańskiej oraz dla zespołów Partita i Ptaki.
Używał pseudonimów Andrzej Jerzyński i Andrzej Lach. Ma hasło w telewizyjnej wersji Leksykonu Polskiej Muzyki Rozrywkowej (odcinek 52 w reżyserii Ryszarda Wolańskiego).

## Autor

### Scenariusze
Cykl telewizyjny „Parada oszustów”:
- Mistrz zawsze traci, z Jerzym Janickim[3]
- Jaguar 1936, z Jerzym Janickim[4]
- Ładny gips, nowela z Jerzym Janickim[5]

### Teksty piosenek
- Cóż wiemy o miłości, muzyka Bogusław Klimczuk
- Idzie miłość
- Jak mało, jak dużo potrzeba
- Jak w taki dzień deszczowy[6]
- Jest Warszawa
- Za zdrowie pań, 1974, muz. Jarosław Kukulski, Janusz Sławiński
- To nie grzech, 1965, muz. Krzysztof Sadowski[7]

### Słuchowiska
Źródło:
- Pułkownik dwudziestego regimentu (1967)
- 500 funtów sztuczka (1968)
- Opowieść o najdroższym szpiegu świata (1972)
- Mata Hari – cena sławy – prawda i legenda (1973–1974)
- Bakterie miały wygrać wojnę (1974)
- Arnhem – błąd czy zdrada (1975)